# Eugen Johansen
Wilhelm Eugen Johansen (1 de febrero de 1892-31 de diciembre de 1973) fue un jinete noruego que compitió en la modalidad de concurso completo. Participó en tres Juegos Olímpicos de Verano entre los años 1920 y 1936, obteniendo una medalla de plata en Ámsterdam 1928 en la prueba por equipos.

## Palmarés internacional
| Juegos Olímpicos | Juegos Olímpicos         | Juegos Olímpicos | Juegos Olímpicos |
| Año              | Lugar                    | Medalla          | Categoría        |
| ---------------- | ------------------------ | ---------------- | ---------------- |
| 1928             | Ámsterdam (Países Bajos) | Medalla de plata | Por equipos      |